# Кривчее
Кривчее — село в составе Болховского района Орловской области. Административный центр Ямского сельского поселения. Население — 185 человек (2010), 190 жителей (на 2018 г.).

## История
Кандидат исторических наук А. Ю. Саран пишет (2015), что Кривчева, Спасское тож, входило в следующие АТД: с., д., Паленская вол., Лучанская вол., Болховский у., центр Ямского с/с, Болховский р-н 
Владельцы
- — 1824 — Урусова П. С., княгиня.
- — 1842 — Юрасовский Петр Денисович.
- — 1889 — Юрасовская.

## География
Деревня расположена в центральной части Среднерусской возвышенности в лесостепной зоне, на севере Орловской области, в 6 км к северо-западу от Болхова и находится на р. Нугрь. Уличная сеть состоит из шести географических объектов: ул. Луговая, ул. Почтовая, ул. Садовая, ул. Советская, ул. Центральная, ул. Школьная
Климат
близок к умеренно-холодному, количество осадков является значительным, с осадками в засушливый месяц. Среднегодовая норма осадков — 627 мм. Среднегодовая температура воздуха в Болховском районе — 5,1 °C.

## Население
| 2002 | 2010 |
| ---- | ---- |
| 190  | ↘185 |

В 20 дворах 290 чел. (1866), в 45 дворах 305 чел. (1889), в 69 дворах 381 чел. (1926), 208 чел. (2000), 185 чел. (2010).
возрастной состав
По данным администрации Ямского сельского поселения, опубликованным в 2017—2018 гг., в селе Кривчее проживают 190 жителей, среди них 55 человек до 16 лет, 33 человека от 16 до 29 лет, 67 человек от 29 до 55 лет, 35 человек старше
трудоспособного возраста
Национальный состав
Согласно результатам переписи 2002 года, в национальной структуре населения
русские составляли 89 % от общей численности населения в 190 жителей

## Инфраструктура
Действуют: школа, ФАП, библиотека, магазин, почтамт, администрация Ямского сельского поселения.
Экономикамаслобойня — 2 (1866), КФХ (2010). С 1944 действовал колхоз «Ясное Утро», с 1966 — колхоз «Завет Ильича».
Образование и культураземская школа (с 1879), школа 1-й ст. (1926).
Религия
церковь православная Происхождения честных древ Креста Господня — Первый Спас (Спасская, с 1842, кам., 1866). Троицкий Оптин монастырь (с XIV—XVI вв.), вторая церковь Успенская (с 1824, кам., малая женская Оптина пустынь (Троицкий Оптина Рождества Богородицы монастырь, с авг. 2001, 2010). В приходе: сс. Хотетово и Гнездилово Ближнее (1876—1885), дд. Мишное, Скуптинина (Скупшинина), Хохолева.
достопримечательности
памятник истории регионального значения (с 1987) братская могила советских воинов.

## Транспорт
В селе завершается автодорога регионального значения длиной 1,410 км «„Болхов — Ягодное“ — Близненские Дворы» — Кривчее" (идентификационный номер 54 ОП РЗ 54К-31) (Постановление Правительства Орловской области от 19.11.2015 N 501 (ред. от 20.12.2017) «Об утверждении Перечня автомобильных дорог общего пользования регионального и межмуниципального значения Орловской области»).
Просёлочные дороги.